# Ragionamenti
Ragionamenti ou encore  Sei giornate est une œuvre écrite par Pierre l'Arétin. Il se compose de deux volumes distincts : Ragionamento della Nanna et della Antonia, qu’il a écrit en 1534, et Dialogo nel quale la Nanna insegna à la Pippa, écrit en 1536. C'est une sorte de manuel pour les filles de plaisir.
Chaque volume couvre trois jours, ce qui porte le total à Sei Giornate, soit six jours. Pendant les trois premiers jours, Nanna cherche ce qui convient le mieux à sa fille Pippa. Elle a trois options : laisser sa fille entrer dans un couvent, la laisser se marier ou la laisser devenir une putain. Avec son amie Antonia, elle traite une situation par jour. Finalement, elle en arrive à la conclusion que sa fille devrait faire l'amour quelle que soit la situation et il est préférable de faire en sorte que sa fille devienne une prostituée pour qu’elle soit au moins payée.
Au cours des trois derniers jours, l'auteur explique ensuite ce qu'il convient de faire pour être une putain, les faiblesses de l'homme et enfin les marieurs.
L'œuvre décrit de manière radicale la vie féminine dans la Renaissance italienne et, jusqu'au XVIIIe siècle, était considérée comme la quintessence de la littérature érotique.
Le titre de la collection de textes n'est pas clairement défini, il apparaît également sous le nom Sei giornate (« Six jours »). Une troisième partie, Ragionamento dello Zoppino fatto Frate, e Lodovico, puttaniere, colombe contiene la vita e la genealogia di tutte le Cortigiane di Roma, n'est vraisemblablement pas de l'Arétin et constitue un texte modifié, exploitant le succès de ses prédécesseurs.

## Contenu
Dans Ragionamento della Nanna e della Antonia,  Nanna et Antonia parlent de l'avenir de Pippa, la fille de Nanna et évaluent trois façons de faire sa vie pour une femme : comme une nonne, une épouse et une prostituée. Pour cela, Nanna se base sur sa propre histoire. Le premier jour, elle raconte comment elle, en tant que fille, a été placée dans un monastère, tourné en lieu de débauche et d'initiation sexuelle. Le deuxième jour, elle fait la description de son mariage, la brutalité et le dénuement entraînant inévitablement la femme dans l’infidélité et à la mort du mari. Le troisième jour, Nanna décrit sa vie de courtisane à Rome, ce qui est de loin préférable à l'hypocrisie monastique et à la tyrannie conjugale. 
L'analyse d'Antonia sur les mondes représentés est la suivante :

« Mon avis est que tu fasses de ta Pippa une putain : parce que la nonne trahit ses vœux, et la femme mariée assassine le sacrement du mariage ; mais la putain ne trompe ni monastère ni mari : bien plus, elle fait comme le soldat, payé pour faire du mal et qui, ce faisant, n'est pas considéré comme un malfaiteur, car sa boutique vend ce qu'elle a à vendre ; le premier jour qu'un aubergiste ouvre sa taverne, sans qu’il mette d’écriteau, on comprend qu’on y boit, qu’on y mange, qu’on y joue, qu’on y baise, qu’on y blasphème et qu’on y gruge : et qui irait là pour dire ses oraisons ou pour jeûner, n’y trouverait ni autel ni carême. »

— Ragionamenti, tome I, l'Arétin.
Après que la future profession de Pippa ait été définie comme une prostituée dans le Ragionamento, le Dialogue Nanna insegna a la Pippa (« Nanna enseigne à sa fille ») décrit les moyens et arts à employer envers les clients et amants pour qu'ils se montrent généreux à son égard et comment cacher derrière un aspect respectable et élégant la véritable intention : gagner de l'argent en contrôlant les sentiments servis par un comportement respectable.
Le lendemain, Nanna avertit Pippa d'un subterfuge sentimental utilisé par les hommes pour séduire les femmes afin de les soumettre sentimentalement. Les  anecdotes citées par Nanna sont des plus en plus osées, à la limite du supportable. Enfin, le troisième et dernier jour, les marieurs Balia et Comare expliquent comment Pippa une fois vieille pourra toujours  gagner sa vie, même si elle a perdu tout attrait pour les hommes.

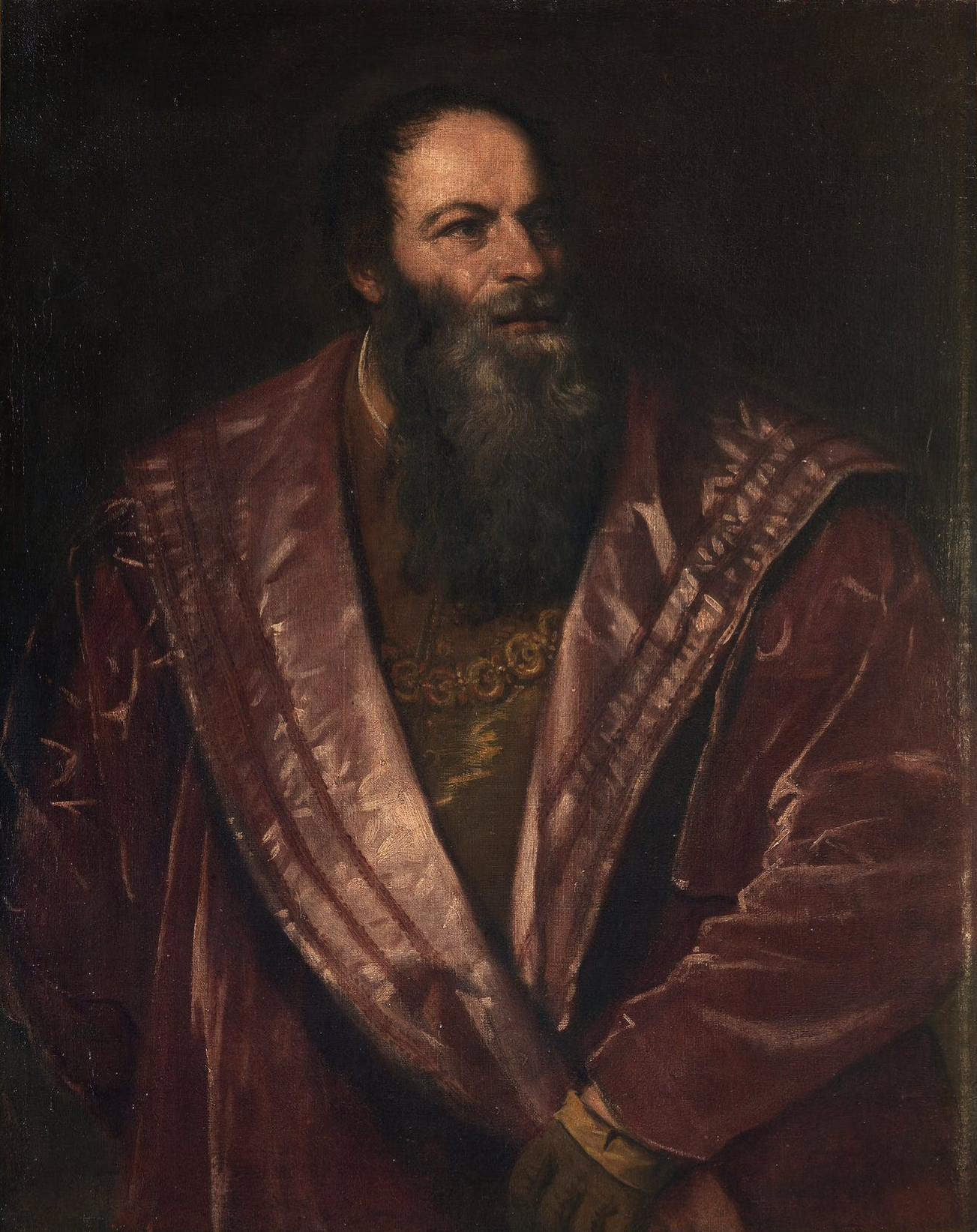
L'Arétin d'après Titien (1545)

## Morale et éthique
Les récits, étroitement liés par les personnages, le lieu et le contenu, se succèdent pendant deux à trois jours dans un  locus amoenus, sous le figuier d'un vignoble, lieu idéal pour un dialogue philosophique ; cependant, le topos littéraire est rompu, l'environnement  s'écarte de l'ordre habituel des jardins Renaissance, et la figue se présente, en relation avec le sujet en discussion, en métaphore du sexe féminin. Les protagonistes reflètent les circonstances très particulières, liées à l'époque et au lieu, quand certaines prostituées, à l'apogée de la courtoisie romaine au XVIe siècle, ont pu s'exposer et s'enrichir.
Tout comme Le Prince de Machiavel (1513), le texte relativise la sophistication et l'humanisme attribués aux cours et au style de vie italien en faveur d'une vision réaliste des conditions et d'une approche utilitariste des exigences de l'existence. Dans leur « conversations », les intervenants en arrivent à la conclusion que chaque cheminement féminin dans la vie mène à une forme de vénération et que les capacités et talents d'une femme ne peuvent se développer suffisamment dans une vie de courtisane ; c'est leur seule possibilité de participer à la vie sociale.
Cependant, la condition préalable la plus importante pour une vie de femme réussie est de ne pas tomber amoureuse d'un homme pour ne pas être trompée et exploitée par lui. L'analyse de la vie émotionnelle humaine et la compréhension économique de la sexualité entre l'homme et la femme créent une base éthique qui donne des enseignements moraux en renversant complètement l'idéal courtois de la gratuité de l'amour ou du dépassement platonique des passions ; un chemin de vie qui peut être conduit éthiquement de manière plus honnête, correcte et libre que celle d'une religieuse ou d'une épouse.

## Classification littéraire et historique
Les deux textes parodient les enseignements de la vertu dialogique contemporains,  comme en particulier Gli Asolani (Le peuple d'Asolo) de Pietro Bembo (1505) et Il Libro del Cortegiano (Le Livre du courtisan) (1528) de Baldassare Castiglione , qui mettent en évidence de nobles prostituées (« courtisanes ») et marieurs, aux antipodes de la culture de cour idéalisée par la littérature classique de la Renaissance. L'Arétin appartient au courant de l'anti-Pétrarque, qui se moquait de l'idéalisation de la femme et de l'« amour aigre-doux », dont l'imitation artificielle du Canzoniere  de Francesco Petrarca était devenu un stéréotype.
Le texte, qui est une parodie dans une tonalité grotesque du traité pédagogique et moral du XVe siècle, est délibérément scandaleux par son contenu obscène et contient de nombreuses références ironiques à la littérature cultivée de la Renaissance, à l'égard de laquelle l'Arétin se tient aux antipodes.

## Éditions
- Ragionamento della Nanna e della Antonia , Paris - Venise, 1534.
- Dialogo nel Quale la Nanna Insegna à la Pippa , Turin Venise, 1536.